# Bettelorden
Bettelorden oder Mendikanten-Orden (von lateinisch mendicare „betteln“) sind christliche Ordensgemeinschaften, die gemäß Ordensregeln dem evangelischen Rat der Armut in besonderem Maß verpflichtet sind. Sie bestreiten ihren Lebensunterhalt durch Arbeit und aus Schenkungen an den Orden bzw. an die jeweilige Ordensniederlassung, früher auch durch das sogenannte „Terminieren“ (von lateinisch terminare „begrenzen“) – das Sammeln von Almosen in einem zugeteilten Bezirk.
Das Betteln ist für die Bettelorden nicht (mehr) begriffsnotwendig. Die Bettelorden hatten schon im Spätmittelalter Besitz. Ihre Besitzfähigkeit wurde vom Tridentinum bestätigt. Der Begriff ist zur „bloßen Klassifizierung verblaßt“; er wird im CIC/1983 weiterhin verwendet. Die Bezeichnung soll „von Theorie und Praxis her überholt“ sein, wegen ihrer zunehmenden Haupttätigkeit wird kennzeichnend von Predigerorden gesprochen.

## Geschichtliche Entwicklung
Schon vor den Bettelorden gab es in der mittelalterlichen Kirche eine breite Bestrebung, die Vita apostolica zu praktizieren. Da diese Bewegungen (z. B. Humiliaten, Waldenser) von der Kirche nicht anerkannt und genehmigt wurden, entwickelten sie sich teilweise zu gegenkirchlichen Bewegungen und gerieten in den Verdacht der Nähe zur Häresie. Erst eine neue Politik der Kirche, vor allem des Papstes Innozenz III., machte diese Bestrebungen in den Bettelorden für die Kirche nutzbringend.
Die abendländischen Bettelorden sind im 13. Jahrhundert als Reformorden entstanden. Sie gehen über die Forderung der zuvor existierenden Ordensgemeinschaften, auf persönlichen Besitz zu verzichten, hinaus, indem sie auch für ihre Gemeinschaften jeglichen Besitz ablehnen. Auch sind die männlichen Mitglieder nicht – wie die Angehörigen monastischer Orden – an ein bestimmtes Kloster gebunden, sondern können von der Ordensleitung versetzt werden.
Die Bettelorden breiteten sich noch im 13. Jahrhundert sehr rasch über das ganze christliche West- und Mitteleuropa aus. Eine wesentliche Triebkraft ihrer Entwicklung waren die eschatologischen Erwartungen jener Zeit insbesondere bei den Franziskanern und die Hoffnung auf ein vergeistigtes Christentum, die durch Vorhersagen des Joachim von Fiore geschürt worden waren. Das Gebot der Besitzlosigkeit zog jedoch Konflikte innerhalb der Orden nach sich, insbesondere als viele Studierte den Orden beitraten, da es für sie nur schwer möglich war, in den Städten ein apostolisches Leben in Armut zu führen und da die Orden Studienhäuser nicht ohne eigenen Grundbesitz und ohne Bibliotheken betreiben konnten.
1250/1260 kam es zum Bettelordenstreit. Pariser Weltklerusprofessoren bestritten den Bettelorden das Recht, Seelsorge und Lehrtätigkeiten an der Universität auszuüben. Erst Papst Alexander IV. setzte sich massiv für sie ein und erneuerte 1256 ihre Privilegien, nachdem sie ihnen erst 1254 entzogen worden waren.
Das Zweite Konzil von Lyon (1274) verbot alle Orden, die nur vom Betteln leben wollten. Ausgenommen wurden nur die Dominikaner, die Franziskaner (mit den Abspaltungen Minoriten und Kapuziner sowie die Klarissen); Karmeliten und Augustiner-Eremiten wurden vorläufig geduldet und 1298 approbiert. Diese vier sind die klassischen Bettelorden. Kleinere, das Verbot überlebende oder trotz Verbots neu gegründete, sich an den klassischen Bettelorden orientierende Orden wurden später ebenfalls zu den Bettelorden gezählt, so unter anderem die Serviten, Mercedarier, Trinitarier und der Orden vom Heiligen Kreuz (seit 1318 Privileg eines Bettelordens).
Johannes XXII. verwarf allerdings im Jahr 1329 die radikal-franziskanische Tradition und das Ideal des apostolischen Lebens in seiner Bulle Quia vir reprobus, da die Bettelorden zu einer gefährlichen Konkurrenz der Amtskirche wurden. Die beiden großen Bettelorden der Franziskaner und Dominikaner blieben jedoch noch für mehr als ein Jahrhundert Schwerpunkt religiösen und wissenschaftlichen Lebens der Zeit. Aus ihnen sind zahlreiche große Theologen (Scholastiker wie Mystiker), berüchtigte Vertreter der Inquisition, bedeutende Seelsorger wie z. B. Berthold von Regensburg und Dichter wie Jacopone da Todi und Thomas von Celano (stabat mater, dies irae) hervorgegangen.
1993 zählte man in der katholischen Kirche 17 Bettelorden.

## Die Bettelorden in der mittelalterlichen Gesellschaft

### Bettelorden und Stadtgesellschaft
Anders als die bis dahin bekannten Orden suchten sie nicht die räumliche Abgeschiedenheit, sondern ließen sich bevorzugt in den Städten nieder. Ihre männlichen Ordenszweige entfalteten dort eine reiche Tätigkeit als Prediger, Lehrer und Seelsorger. Dadurch gewannen sie großen Einfluss auf das religiöse Leben der aufstrebenden mittelalterlichen Städte. Adressaten ihrer Predigttätigkeit waren neben den Armen auch die religiösen Frauenbewegungen (so v. a. die Dominikaner). Die Bettelorden waren eine „unentbehrliche Einsatztruppe der Kirchenleitung“ und beherrschten lange Zeit die Wissenschaft. Nachdem sie sich von ihrem eschatologischen Radikalismus gelöst hatten und von häretischen Elementen gereinigt waren – bei den Franziskanern waren dies v. a. ihre joachimitischen Abspaltungen –, erwiesen sie sich als Instrumente der Durchsetzung päpstlicher Machtansprüche gegenüber den Ortsbischöfen. Sie trugen mit ihren neuen Frömmigkeitsformen und ihrem Bestreben nach Einfachheit und Verständlichkeit der Lehre dazu bei, den kirchlichen Einfluss in breiten und auch ärmeren und ungebildeten Schichten der schnell wachsenden Städte zu verankern.

### Inquisition
Papst Gregor IX. (1227–1241) beschritt einen neuen Weg in der Ketzerbekämpfung: Anstelle der eigentlich dafür zuständigen Bischöfe, die ihrer Aufgabe nur mangelhaft nachkamen, berief er 1227 erstmals eigene päpstliche Sonderbeauftragte als Inquisitoren, die in Deutschland nach Ketzern fahnden sollten. Diese Vorgehensweise, bei der nicht die Bischöfe, sondern der Heilige Stuhl selbst aktiv wird, wird auch als päpstliche Inquisition bezeichnet. In weiterer Folge entband Gregor IX. die Bischöfe von der Untersuchungspflicht und beauftragte künftig überwiegend Dominikaner mit der Ketzerverfolgung. Einer der berüchtigtsten Inquisitoren war der Dominikaner Heinrich Kramer, der 1486 eine Darstellung des Inquisitionsprozesses im Hexenhammer (malleus maleficarum) veröffentlichte.

### Antijudaismus
Die Bettelorden – Franziskaner, Dominikaner, Karmeliten und Augustiner-Eremiten – strebten eine einheitlich christlich geformte Kultur an. Dabei entwickelten sie im späten Mittelalter eine judenfeindliche Haltung. Weder die Franziskaner noch die Dominikaner waren durch ihre Namensgeber Franziskus von Assisi und Dominikus judenfeindlich vorgeprägt (im Unterschied zu den Augustiner-Eremiten und deren Namensgeber Augustinus von Hippo); alle Bettelorden waren jedoch von Anfang an – auch im Kampf gegen Häretiker wie die Katharer – missionarisch engagiert und befürworteten teilweise zwangsweise Methoden der Judenmission, etwa Zwangstaufen. Zeitweise wurden auch Zwangspredigten institutionalisiert: Unter Androhung von Strafen wurden Juden gezwungen, christliche Predigten zu besuchen.
Der jüdische Händler und Geldleiher wurde als Gegenbild zu dem von den Bettelorden vertretenen Armutsgedanken aufgebaut. Das Judentum diente somit als dunkle Folie, vor der das Christentum zu leuchten begann. Das Wort „schlimmer als die Juden“ wurde in den Predigten zur stereotypen Grundformel, mit der lasterhaftes Verhalten unter Christen gebrandmarkt und verurteilt wurde.

## Struktur
Die innere Organisation der Bettelorden weist deutliche demokratische Elemente auf: Die Brüder mit ewiger Profess in einer Ordensprovinz wählen Vertreter, die in überregionalen Versammlungen, den Provinzkapiteln bzw. Generalkapiteln, die Ordensoberen wählen, also die Provinzialprioren (Dominikaner) oder Provinzialminister (Franziskaner) bzw. den Generalprior oder Generalminister. Diese Leitungsämter sind – anders als bei den älteren monastischen Orden – Ämter auf Zeit.

## Bettelordenskirchen
Die weiträumigen, zunächst recht schlichten Bettelordenskirchen wurden als Predigtkirchen für große Volksmengen errichtet, bald mit einer Kanzel auf der Mitte einer Langseite ausgestattet, und beeinflussten damit den Kirchenbau des Hoch- und Spätmittelalters, insbesondere die späteren Hallenkirchen. Die Klosteranlagen wurden den städtischen Verhältnissen angepasst, im Unterschied zu den traditionellen Mönchsgemeinschaften, die sich mit ihren Klöstern auf dem Land, meist weit weg von den Städten, angesiedelt haben.

## Orthodoxie
Die Orthodoxe Kirche kennt keine Bettelorden; nach ihrem Ideal sollen Mönche sich durch eigene Arbeit ernähren, und Almosen sollen den unfreiwillig Armen zugutekommen.